# Ajedrez para cuatro jugadores

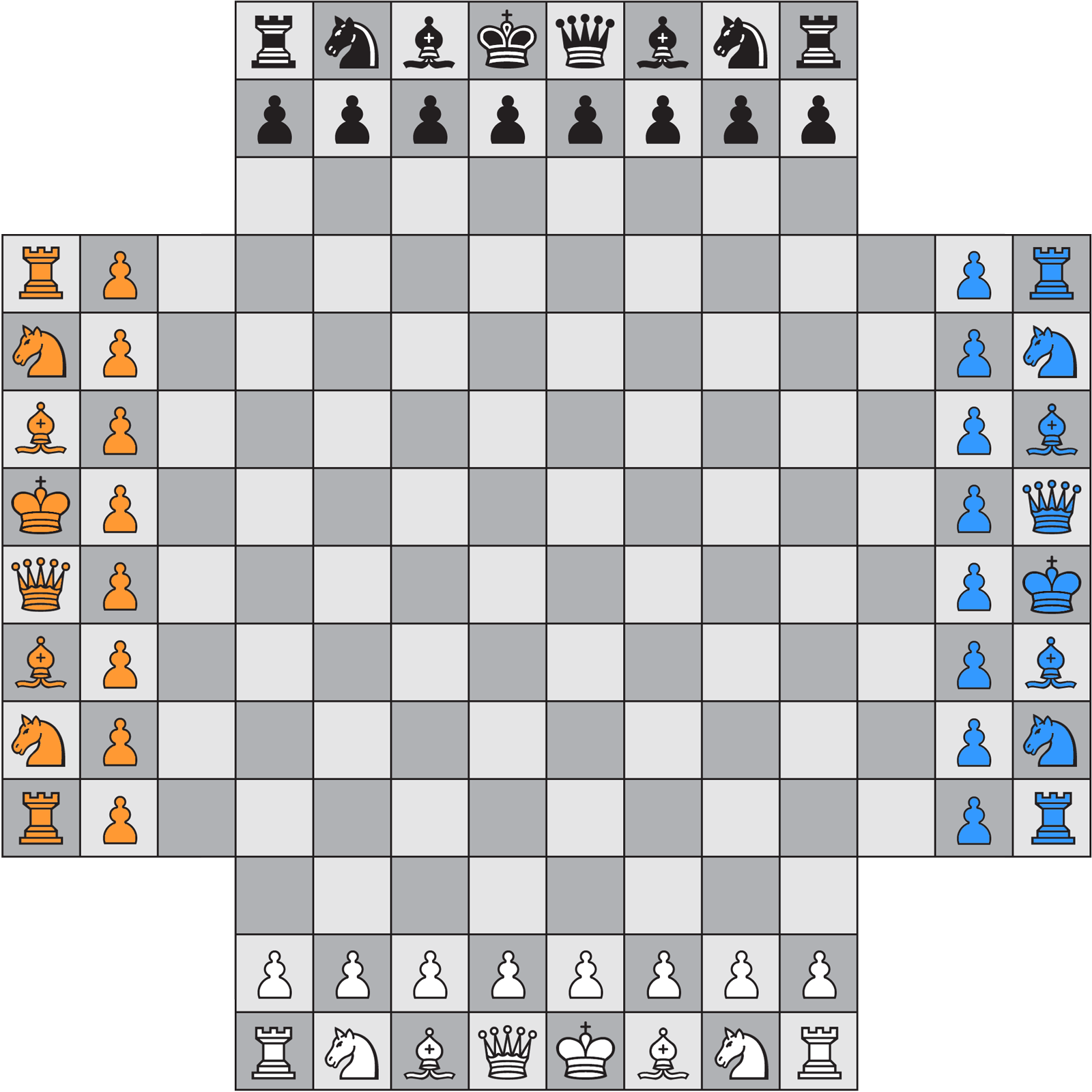
Tablero de ajedrez para cuatro jugadores.

El ajedrez para cuatro jugadores es una variante del ajedrez, jugada típicamente entre cuatro personas. Una de las variantes más populares fue inventada por el Dr. G. Arthur Lutze. Es jugado en un tablero especial, hecho a partir de un tablero estándar de 8x8, con 3 filas adicionales de 8 casillas cada una en los lados. Se necesitan 4 sets de piezas de diferentes colores para jugar. El juego sigue las mismas reglas básicas del ajedrez normal. Hay diferentes variaciones de las reglas en el juego. La mayoría de las variantes siguen las mismas reglas usuales.

## Reglas
Los jugadores se turnan en dirección de las agujas del reloj. Se aplican las mismas reglas usuales, incluyendo la captura al paso y el enroque. Los peones coronan en la novena fila a la que avanzan.

## Estrategia
Las piezas "corredoras", en comparación a las del tablero normal, son más poderosas a causa del tablero más grande y no deben sacrificarse por un caballo. El desarrollo de las piezas es más importante que en el ajedrez normal. Sin piezas desarrolladas no es posible ayudar al aliado. Una torre en medio del tablero, por ejemplo, puede atacar a dos enemigos a la vez. Siempre ten cuidado de tu rival izquierdo, ya que si este te da un jaque o te amenaza alguna pieza, los demás pueden aprovecharse, y capturarte una o 2 piezas. Ataca a tu jugador de la derecha, ya que para el, tu eres el jugador de su izquierda, y pasaría lo antes mencionado, sería más fácil destruirlo. Puedes probar jugar aquí: https://chess.com

## Variantes
| a8 | b8 | c8 | d8 | e8 | f8 | g8 | h8 |
| a7 | b7 | c7 | d7 | e7 | f7 | g7 | h7 |
| a6 | b6 | c6 | d6 | e6 | f6 | g6 | h6 |
| a5 | b5 | c5 | d5 | e5 | f5 | g5 | h5 |
| a4 | b4 | c4 | d4 | e4 | f4 | g4 | h4 |
| a3 | b3 | c3 | d3 | e3 | f3 | g3 | h3 |
| a2 | b2 | c2 | d2 | e2 | f2 | g2 | h2 |
| a1 | b1 | c1 | d1 | e1 | f1 | g1 | h1 |

| a8 | b8 | c8 | d8 | e8 | f8 | g8 | h8 |
| a7 | b7 | c7 | d7 | e7 | f7 | g7 | h7 |
| a6 | b6 | c6 | d6 | e6 | f6 | g6 | h6 |
| a5 | b5 | c5 | d5 | e5 | f5 | g5 | h5 |
| a4 | b4 | c4 | d4 | e4 | f4 | g4 | h4 |
| a3 | b3 | c3 | d3 | e3 | f3 | g3 | h3 |
| a2 | b2 | c2 | d2 | e2 | f2 | g2 | h2 |
| a1 | b1 | c1 | d1 | e1 | f1 | g1 | h1 |

| a8 | b8 | c8 | d8 | e8 | f8 | g8 | h8 |
| a7 | b7 | c7 | d7 | e7 | f7 | g7 | h7 |
| a6 | b6 | c6 | d6 | e6 | f6 | g6 | h6 |
| a5 | b5 | c5 | d5 | e5 | f5 | g5 | h5 |
| a4 | b4 | c4 | d4 | e4 | f4 | g4 | h4 |
| a3 | b3 | c3 | d3 | e3 | f3 | g3 | h3 |
| a2 | b2 | c2 | d2 | e2 | f2 | g2 | h2 |
| a1 | b1 | c1 | d1 | e1 | f1 | g1 | h1 |

| a8 | b8 | c8 | d8 | e8 | f8 | g8 | h8 |
| a7 | b7 | c7 | d7 | e7 | f7 | g7 | h7 |
| a6 | b6 | c6 | d6 | e6 | f6 | g6 | h6 |
| a5 | b5 | c5 | d5 | e5 | f5 | g5 | h5 |
| a4 | b4 | c4 | d4 | e4 | f4 | g4 | h4 |
| a3 | b3 | c3 | d3 | e3 | f3 | g3 | h3 |
| a2 | b2 | c2 | d2 | e2 | f2 | g2 | h2 |
| a1 | b1 | c1 | d1 | e1 | f1 | g1 | h1 |

Existen variantes diferentes del juego, variando por ejemplo la forma del tablero, agregando sólo dos hileras adicionales de casillas en lugar de tres. Otro ejemplo de una variante de 4 jugadores es el Pasapiezas, en donde se juega con dos tableros normales. La variante del Chaturanga, el Chaturaji, se juega entre 4 jugadores. Existe un juego llamado Djambi, jugado entre cuatro personas.